# رزقة الدير المحرق
قرية رزقة الدير المحرق هي إحدى القرى التابعة لمركز القوصية في محافظة أسيوط في جمهورية مصر العربية. حسب إحصاءات سنة 2006، بلغ إجمالي السكان في رزقة الدير المحرق 9251 نسمة، منهم 4517 رجل و4734 امرأة.